# 陶貞明
陶 貞明（すえ さだあき、生年不詳 － 弘治3年3月2日（1557年4月1日））は大内氏の家臣。父は陶隆房（のちの陶晴賢）、兄に陶長房、弟に陶鶴寿丸がいる。通称は小次郎。

## 生涯
陶隆房の次男として生まれる。1555年、厳島の戦いで、父・晴賢が毛利元就に敗れ自害すると、陶氏の力は一気に弱体化する。1557年、晴賢に討たれた杉重矩の子重輔が富田若山城に攻め寄せてくると、貞明は兄の長房とともに防戦に努めたが敗れ、自刃した。まだ10代半ばの若年であったと思われる。